# Foglio d’Avvisi

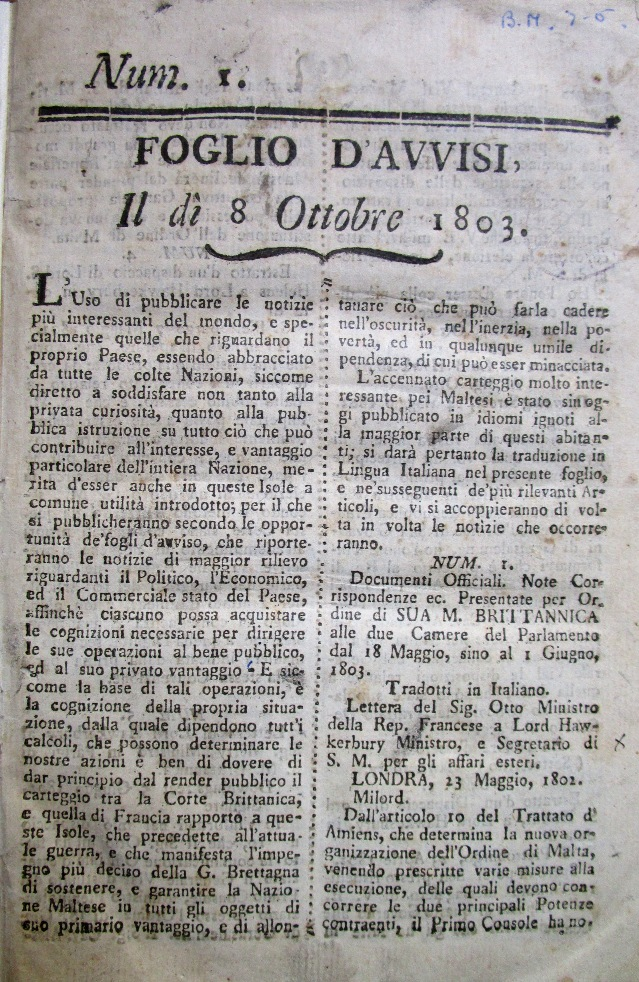
Pierwsze wydanie Foglio d’Avvisi datowane 8 października 1803

Foglio d’Avvisi – pierwsza gazeta  w brytyjskim protektoracie Malty, wydawana w latach 1803–1804. W tym czasie był to jedyny periodyk wydawany na Malcie. Poprzednikiem „Foglio d’Avvisi” był „Journal de Malte” wydawany w 1798 podczas francuskiej okupacji Malty, zaś następcą „L’Argo”, który ukazywał się w 1804.
Nakład gazety wynosił około 500 egzemplarzy. Jej publikacja była kontrolowana przez rząd i zawierała antyfrancuską propagandę. 
Egzemplarze czasopisma są obecnie przechowywane w Bibliotece Narodowej Malty. 